# Єрусалим (фільм, 1996)
«Єрусалим» (швед. Jerusalem) — епічний драматичний фільм 1996 року, поставлений данським режисером Білле Аугустом в жанрі сімейної саги. Екранізація однойменного роману лауреата Нобелівської премії Сельми Лагерлеф, написаного в 1901 році. 
Фільм брав участь у відборі від Швеції на здобуття премії «Оскар» в категорії за найкращий іноземний фільм на 69-й церемонії нагородження Американською кіноакадемією, але не був обраний як кандидат.

## Сюжет
Дія фільму як і роману, заснованого на реальних подіях, відбувається в одному з віддалених шведських сіл на початку 1880-х років. Садиба сімейства Інгмарссонів наслідується від батька до сина. Юний Інгмар шалено закоханий в красуню Гертруду, усе село милується цією прекрасною парою. Незабаром в село приїжджає проповідник, що прямує в Єрусалим. Він закликає усіх їхати разом з ним за порятунком душі. Багато селян вирішують рушити за проповідником. Сестра Інгмарссона теж спалахнула цією ідеєю, вона приймає рішення продати садибу селянинові Перссону. Але Інгмар не бажає втрачати батьківський будинок. Він кидає Гертруду і одружується на доньці Перссона. Покинута Гертруда від'їжджає з односельцями в Єрусалим. У Інгмара не виходить жити з некоханою жінкою. Любов до Гертруди заважає йому, і він теж їде у святе місто, щоб повернути її.

## У ролях
| Марія Бонневі      | ···· | Гертруда            |
| Ульф Фріберг       | ···· | Інгмар              |
| Пернілла Аугуст    | ···· | Каріна              |
| Лєна Ендре         | ···· | Барбро              |
| Свен-Бертіль Таубе | ···· | Геллґум             |
| Рейне Брінолфссон  | ···· | Тім                 |
| Ян Мюбранд         | ···· | Габріель            |
| Макс фон Сюдов     | ···· | вікарій             |
| Олімпія Дукакіс    | ···· | мати (місіс Гордон) |
| Бйорн Гранат       | ···· | Шторм               |

## Знімальна група
- Автори сценарію — Білле Аугуст, Шарлотта Леш, Клас Остергрен (адаптація роману «Єрусалим» (1901) Сельми Лагерлеф)
- Режисер-постановник — Білле Аугуст
- Продюсери — Інгрід Дальберг, Марко Рор
- Співпродюсер — Мадс Егмонд Крістенсен
- Композитор — Стефан Нілссон
- Оператор — Йорген Перссон
- Монтаж — Янус Біллесков Янсен
- Підбір акторів — Рената Фріклюнд
- Художник-постановник — Анна Асп
- Художник по костюмах — Анн-Маргрет Фієгорд

## Визнання
| Нагороди та номінації фільму «Єрусалим» | Нагороди та номінації фільму «Єрусалим»       | Нагороди та номінації фільму «Єрусалим» | Нагороди та номінації фільму «Єрусалим» | Нагороди та номінації фільму «Єрусалим» | Нагороди та номінації фільму «Єрусалим» |
| Рік                                     | Кінофестиваль/кінопремія                      | Категорія/нагорода                      | Номінант                                | Результат                               |                                         |
| --------------------------------------- | --------------------------------------------- | --------------------------------------- | --------------------------------------- | --------------------------------------- | --------------------------------------- |
| 1997                                    | Кінофестиваль скандинавських фільмів в Любеці | Заохочувальний приз                     | Білле Аугуст                            | Перемога                                |                                         |
| 1997                                    | Премія «Золотий жук»                          | Найкращий актор другого плану           | Свен-Бертіль Таубе                      | Номінація                               |                                         |
| 1997                                    | Премія «Золотий жук»                          | Найкращий актор другого плану           | Рейне Брінолфссон                       | Номінація                               |                                         |
| 1997                                    | Премія «Золотий жук»                          | Найкраща акторка другого плану          | Лєна Ендре                              | Перемога                                |                                         |